# Trepunktslänkage

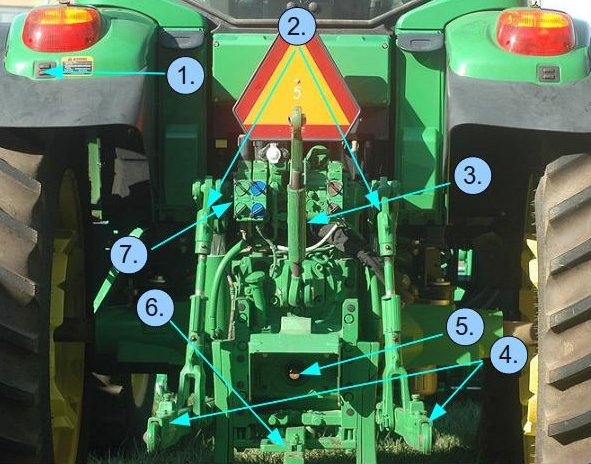
Bakänden på en traktor.
1. Yttre reglering av lyftarmar
2,3,4. Trepunktslänkage
5. Kraftuttagstapp (PTO)
6. Dragbom
7. Dubbelverkande uttag för yttre hydraulik

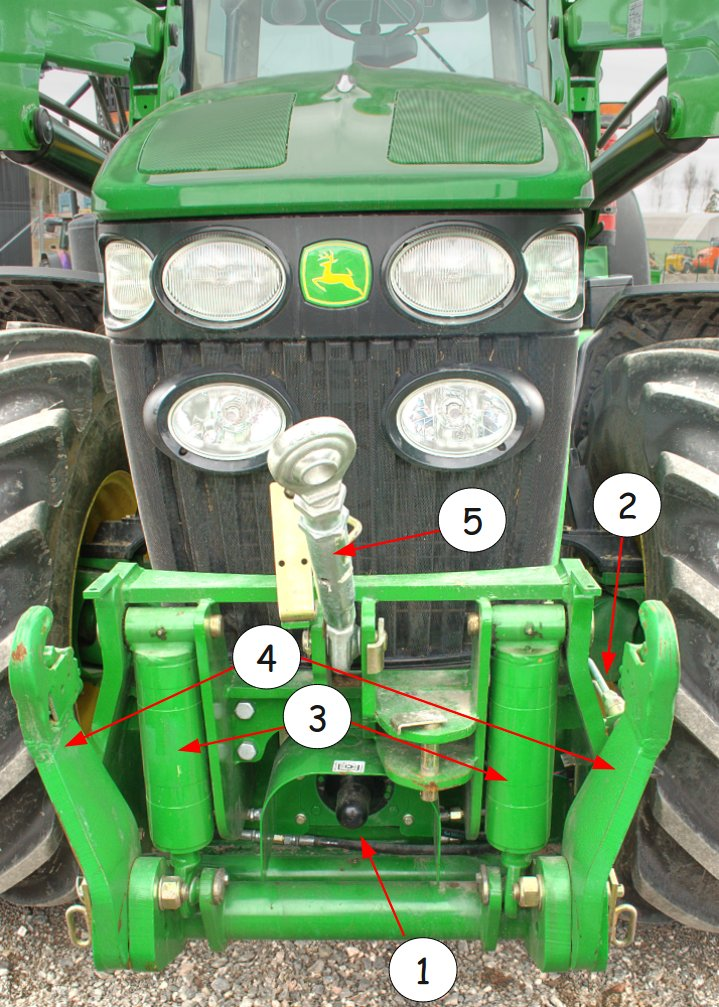
Fronten på en traktor med frontlyft monterad,
1. Kraftuttag (med skyddskåpa)
2. Uttag för hydraulik (delvis skymd)
3. Lyftcylindrar
4. Dragarmar
5. Toppstång.

Trepunktslänkage, trepunktslyft eller redskapslyft, används för att höja eller sänka påkopplade jordbruksredskap bakom en traktor med hjälp av hydraulik. Den utvecklades av brittiska Ferguson och gjorde bland annat plöjning mer effektiv. På nyare traktorer finns ofta frontmonterad trepunktslyft (frontlyft) som extrautrustning.

## Historia
Trepunktskopplingen och det hydrauliska systemet på jordbrukstraktorer är från början en konstruktion av Harry Ferguson, som patenterade den 1926, och fick sitt genombrott med traktormodellen Ferguson TE20 ("Grålle") i årtiondet efter andra världskriget.
Genom att redskapet lyfts kan dess tyngd läggas på traktorns drivande bakhjul, vilket ger god dragkraft även med en lätt och bränslesnål traktor med god ekonomi. Uppfinningen bidrog till att göra traktorn lönsam även för mindre jordbruk.

## Funktion

### Olika delar
Den övre bilden till höger visar traktorns bakände. Trepunktslyften består av tre länkar, vars anfästningspunkter till ett redskap bakifrån sett formar hörnen i en triangel.
De stela dragstängerna eller dragarmarna (4) kopplas till redskapet och lyftarmarna eller lyftlänkarna (2) kan då lyfta och sänka redskapet. För att hålla redskapet fixerat i längsled används en toppstång (3). Denna används också för att redskapet skall ha rätt vinkel mot marken vid arbete. Därför måste toppstången kunna förlängas och förkortas.
Enklare toppstänger (som den på bilden) är gängade och tredelade så att de kan skruvas ihop eller skruvas isär. Om längden på toppstången behöver justeras under arbete måste traktorn stannas och toppstången avlastas varefter föraren får gå ut och justera längden. Det finns dock även hydrauliska toppstänger som via traktorns arbetshydraulik kan manövreras under arbete vilket gör att redskapets vinkel kan ställas in enkelt och exakt. Höger lyftlänk (sett bakifrån) brukar vara justerbar med en vev (eller hydrauliskt) så att man kan reglera vinkeln (i sidled) som redskapet har mot traktorn.
Dragstängerna har också ofta teleskopiska begränsningslänkar (ej på bild) som reglerar hur mycket ett redskap kan röra sig i sidled; dessa fästs nära hjulen på bakaxeln och dragarmarna. Traktorn på bilden har knappar på bakskärmarna (1) som kan användas för att lyfta och sänka lyftarmarna vid exempelvis tillkoppling av redskap, så föraren slipper kliva in i hytten för varje reglering.

### Frontlyft
Traktorer kan idag också bestyckas med ett trepunktslänkage även framtill, ett så kallat frontlyft, oftast kombinerat med ett kraftuttag, för tillkoppling av redskap både framför och bakom traktorn. Den nedre bilden till höger visar en sådan utrustning. En viktig skillnad är att dragarmarna inte kan röra sig i sidled likt de bakre kan. Detta eftersom de egentligen trycker och inte drar redskap när traktorn körs framåt, man vill då inte ha redskap som rör sig fritt i sidled.
Vissa arbetsuppgifter utförs med redskap monterade både i främre och bakre trepunktslänkagen samtidigt. Exempel på detta är för att slå en vall då en frontmonterad slåtterkross slår grödan framför traktorn (så den inte kör i det oslagna) och en eller två slåtterkrossar monterade i bakre trepunktslänkaget slår på endera högra sidan (en enhet) eller båda sidorna (två enheter). 

### Helburna eller delburna redskap
De flesta mindre redskapen är helburna, det vill säga bärs helt av traktorn med trepunktslänkage. Större redskap, exempelvis plogar med många plogkroppar, är ofta delburna vilket innebär att de går på hjul men är kopplade till traktorns dragarmar så att redskapets vinkel i längsled kan regleras. Toppstången används inte för sådana redskap.

### Reglering och kraft
Positionen på lyftarmarna är idag ofta reglerade via elektronik och har många inställningar (arbetsläge, toppläge, sänkhastighet, transportdämpning med mera), till skillnad från de tidigaste trepunktslyftarna som ofta bara hade en spak för lyftning och sänkning.
Lyftkraften mäts i öglorna för dragstängerna där redskap kopplas till. På en modern mellanstor traktor är det cirka 5 000 kilo. Riktigt stora traktorer har ofta över 10 000 kilo. Frontlyften är inte lika stark då traktorns framaxel relativt bakaxeln inte är gjord för lika stora belastningar.

## Kategorisering
Det finns fem olika storlekar på trepunktslyft, så kallade kategorier. Högre kategorier har grövre dimensioner på armar och anslutningar.
| Kategori | Traktorns effekt | Toppstång diameter | Dragarm diameter   | Avstånd mellan dragarmar |
| -------- | ---------------- | ------------------ | ------------------ | ------------------------ |
| 0        | Upp till 20 hk   | 5/8 tum (16 mm)    | 5/8 tum (16 mm)    | 20 tum (510 mm)          |
| 1        | 20 till 45 hk    | 3/4 tum (19 mm)    | 7/8 tum (22 mm)    | 28 tum (710 mm)          |
| 2        | 40 till 100 hk   | 1 tum (25 mm)      | 1 1/8 tum (29 mm)  | 34 tum (860 mm)          |
| 3        | 80 till 225 hk   | 1 1/4 tum (32 mm)  | 1 7/16 tum (37 mm) | 40 tum (1 000 mm)        |
| 4        | Över 180 hk      | 1 3/4 tum (44 mm)  | 2 tum (51 mm)      | 48 tum (1 200 mm)        |

## Källhänvisningar
1. ↑   plog i Nationalencyklopedins nätupplaga. Läst 6 juni 2017.
2. ↑   Three-Point Hitch, TractorData.com, http://www.tractordata.com/articles/technical/threepoint.html, läst 3 november 2013